# Biblioteca Nacional de las Islas Cook
La Biblioteca Nacional de las Islas Cook (en inglés: National Library of the Cook Islands o en maorí de las Islas Cook, Runanga Puka) es la biblioteca nacional de las Islas Cook. La biblioteca está localizada en la ciudad principal de Avarua en la isla de Rarotonga. La biblioteca está abierta de lunes a viernes de 8:00 a 16:00.

## Historia
La biblioteca se empezó a planificar en 1961, mediante un comité respaldado por el comisario residente Oliver Dare. El solar de la biblioteca fue donado por la dinastía Makea Nui Ariki. El Parlamento de las Islas Cook acordó con Makea Nui Ariki que igualaría las donaciones hacia la biblioteca con fondos públicos.
Los planos de la nueva biblioteca fueron dibujados por el arquitecto Kenneth Mills del Ministerio de Trabajo de Nueva Zelanda.